# María Dolores Bedoya
María Dolores Bedoya (Escuintla, 20 de setembre de 1783 - Guatemala, 9 de juliol de 1853) va ser una independentista guatemalenca, destacada durant el procés d'independència de l'Amèrica Central.

## Biografia
Va néixer a Escuintla el 20 de setembre de 1783. El 1804 es va casar amb el metge i futur polític i líder de la independència, Pedro Molina Mazariegos. La parella es va traslladar a Granada (Nicaragua), on Molina va servir com a metge de batalló fins a 1811. Poc després, el 1814, van tornar a Guatemala. El matrimoni va tenir tres fills: Luis, Manuel Ángel i Felipe Francisco.
És recordada pel seu paper en la recerca de la independència d'Amèrica Central d'Espanya. Se li atribueix el mèrit d'haver mobilitzat les dones per participar en el moviment independentista. Es diu que va recórrer els carrers de la ciutat de Guatemala durant la vigília del 15 de setembre, acompanyada per Basilio Porras, per aconseguir suports per a la independència. En record de la seva actuació, en algunes ciutats centreamericanes els nens celebren a la vigília del 15 de setembre una desfilada amb torxes, il·luminant els carrers.
El 15 de setembre de 1821, mentre la noblesa es reunia per debatre el tema de la independència, Bedoya va dirigir una celebració entre una multitud de defensors fora de palau. Amb música, focs artificials i una animada multitud, la celebració de Bedoya va impulsar la decisió de signar a favor de la independència, ja que els que estaven dins del palau van escoltar els seus sorolls i van témer ser atacats pel grup.
Quan el germà de Bedoya, Mariano, va ser assassinat en 1821, la família Molina Bedoya va deixar la ciutat de Guatemala per anar a Verapaz. El seu marit es va convertir més tard en Cap d'Estat de Guatemala, de 1823 a 1931.
La parella va viure els anys que els quedaven a l'exili polític a Antigua. Bedoya va morir el 1853 després de patir una malaltia prolongada.

## Llegat
Les aportacions de Bedoya al moviment independentista no es van registrar en els textos, a causa de la misogínia i discriminació que patien les dones de l'època. Avui dia se la reconeix com una heroïna guatemalenca. Com a tribut en honor seu, en part, al seu paper en l'obtenció de suport per a la independència, i per commemorar el Dia de la Independència, la gent de Guatemala desfila pels carrers el 14 de setembre de cada any portant torxes.
El 1983, en el 200 aniversari del seu naixement, es va erigir una estàtua de Bedoya als afores d'una escola que porta el seu nom a la ciutat de Guatemala. El 15 de setembre de 2018, la pel·lícula biogràfica guatemalenca, Dolores Bedoya: una mujer de coraje, es va estrenar a les sales de cinema de tot el país.
Un dels seus vestits s'exhibeix al Museu Nacional d'Història de Guatemala.